# Rauschtrinken

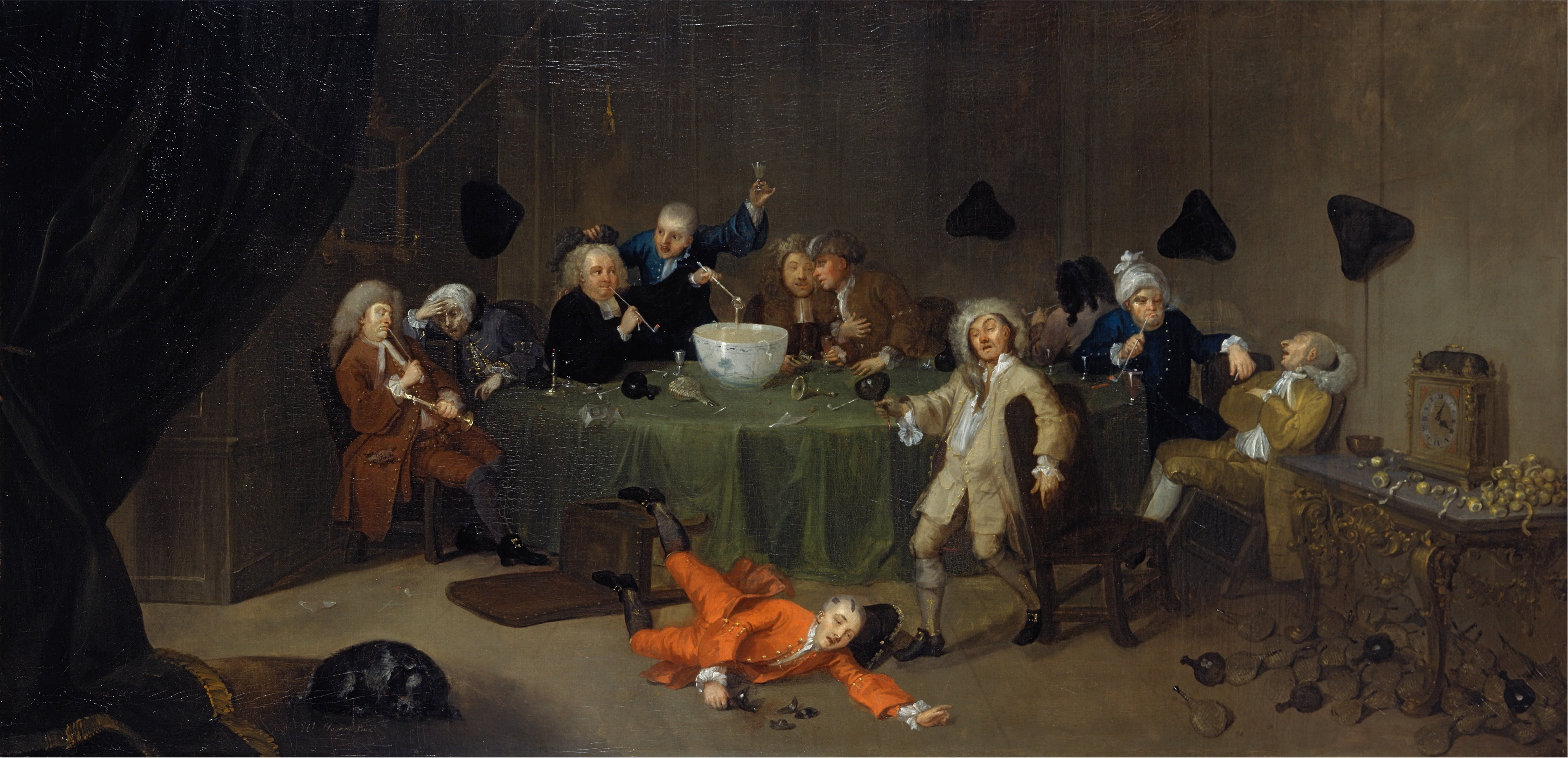
William Hogarth, um 1732: A Midnight Modern Conversation

Als Rauschtrinken (umgangssprachlich Komasaufen, englisch binge drinking) wird eine Form des Alkoholmissbrauchs bezeichnet, wobei sehr viel Alkohol in kurzer Zeit getrunken wird, um einen veränderten Bewusstseinszustand (Rausch) herbeizuführen, um beschwipst oder angeheitert zu sein. Dabei wird in der Regel eine konsumierte Menge von 5 oder mehr Standardgläsern unterstellt, weil hier ein gewisser Grad an Alkoholvergiftung wahrscheinlich ist. Diese Definition geht auf Wechsler et al. aus dem Jahr 1994 zurück, die Rauschtrinken als „Konsum von mindestens 5 Glas Alkohol pro Trinkgelegenheit“ definierten, wobei eine Glaseinheit mit 0,12 Liter Wein, 0,36 Liter Bier oder 0,04 Liter Spirituosen quantifiziert wurde, was dem Konsum von mindestens 0,6 Liter Wein, 1,8 Liter Bier oder 0,2 Liter Spirituosen pro Trinkgelegenheit entspricht. Seit 2004 gibt es in der Alkoholepidemiologie eine weitere Definition von Rauschtrinken im Sinne von „Konsum jener Menge Alkohol, die eine Blutalkoholkonzentration von mindestens 0,8 Promille bewirkt“. Im öffentlichen Diskurs und in den Medien wird „Komasaufen“ meist mit „exzessivem Alkoholkonsum“, oft auch „mit dem erklärten Ziel, betrunken zu werden“, gleichgesetzt, also mit „bewusstem Rauschtrinken“, „Wetttrinken“ oder „Kampftrinken“, und bezieht sich vor allem auf den Alkoholmissbrauch unter Jugendlichen.
In Österreich wurde Komasaufen zum Unwort des Jahres 2007 gewählt.

## Suchtberichte und Studien
Bei epidemiologischen Fragebogenuntersuchungen werden die Befragten in der Regel gefragt, wie oft sie in einem bestimmten Zeitraum einen Alkoholrausch erlebt haben.
Jüngere Studien sind in diesem Zusammenhang:
- Bundeszentrale für gesundheitliche Aufklärung: Die Drogenaffinität Jugendlicher in der Bundesrepublik Deutschland 2011. Teilband: Alkohol. 2012. (Wiederholte Repräsentativbefragung der 12- bis 25-jährigen Bevölkerung in der Bundesrepublik Deutschland)
- Die Drogenbeauftragte der Bundesregierung: Drogen- und Suchtbericht 2013 (Memento vom 15. Januar 2014 im Internet Archive) (Bericht über die aktuelle Datenlage und die drogen- und suchtpolitischen Aktivitäten der Bundesregierung von Januar 2012 bis April 2013)
- European School Survey Project on Alcohol and Other Drugs: The 2011 ESPAD Report – Substance Use Among Students in 36 European Countries. 2012. (Wiederholte Repräsentativbefragung der 15- bis 16-jährigen Bevölkerung in 36 europäischen Ländern)
- Martin Stolle, Peter-Michael Sack, Rainer Thomasius: Rauschtrinken im Kindes- und Jugendalter. Epidemiologie, Auswirkungen und Intervention. In: Deutsches Ärzteblatt international. 19, 2009, S. 323–328.
- Kriminologisches Forschungsinstitut Niedersachsen e. V./Bundesministerium des Innern: Jugendliche in Deutschland als Opfer und Täter von Gewalt. 2009. (Repräsentativbefragung von > 44.000 Jugendlichen 9. Klassen in Deutschland, u. a. auch zum Substanzkonsum)
- Kriminologisches Forschungsinstitut Niedersachsen e. V. (KfN): Schülerbefragung Niedersachsen: Repräsentative Erhebung mit 9.512 Jugendlichen 9. Klassen. 2013.

## Epidemiologie
Nach der letzten Erhebung der BZgA Alkoholkonsum Jugendlicher und junger Erwachsener 2012, die 2014 veröffentlicht wurde, liegt die Prävalenz des Binge Drinkings (= Rauschtrinken) in den letzten 4 Wochen vor der Befragung bei 12- bis 17-Jährigen bei 17,4 %, bei den 18- bis 25-Jährigen bei 44,1 %. Geschlechtsspezifisch gibt es Unterschiede dahingehend, dass Mädchen seltener Rauschtrinken betreiben. Die Prävalenz bei Mädchen liegt bei 16,1 % für die 12- bis 17-Jährigen und bei 34,9 % für die 18- bis 25-Jährigen (4 Drinks oder mehr zu einer Gelegenheit). Dagegen liegt die Prävalenz des Rauschtrinkens in den letzten 4 Wochen vor der Befragung bei Jungen (5 Drinks oder mehr zu einer Gelegenheit) bei  18,7 % (12–17 Jahre) bzw. 52,9 % (18–25 Jahre). Es zeigen sich weiterhin deutliche Unterschiede zwischen den Altersgruppen: So liegt die Häufigkeit des Rauschtrinkens bei 12- bis 15-Jährigen bei 6,3 %, bei 16- bis 17-Jährigen bei 39,7 % und bei 18- bis 21-Jährigen bei 45,8 % sowie bei den 22- bis 25-Jährigen bei 42,4 %.
In einer für Deutschland repräsentativen Studie von Donath u. a.(2011) mit mehr als 44.000 Jugendlichen zeigen sich Unterschiede in der Prävalenz sowohl bei Jugendlichen städtischer und ländlicher Herkunft als auch zwischen Jugendlichen mit und ohne Migrationshintergrund: Während die Prävalenz des Rauschtrinkens bei 15-jährigen Jugendlichen, die in der Großstadt lebten (mehr als 100.000 Einwohner), bei 49,9 % lag, zeigte sich bei auf dem Land lebenden Jugendlichen eine Häufigkeit von 57,3 % von Binge Drinking (jeweils bezogen auf die letzten 4 Wochen vor der Befragung).
Sowohl bei Donath u. a.(2011) als auch in den Daten der BZgA zeigte sich, dass Jugendliche mit türkischem Migrationshintergrund signifikant seltener Binge Drinking betreiben (23,6 % in den letzten 4 Wochen). Bei Donath et al. zeigte sich weiterhin, dass Jugendliche mit russischem Migrationshintergrund nicht signifikant häufiger rauschtrinken als deutsche Jugendliche ohne Migrationshintergrund (56,2 % russischer Migrationshintergrund; 57,4 % Deutsche ohne Migrationshintergrund).
Daten einer repräsentativen Studie, die 2016 veröffentlicht wurde, geben eine Häufigkeit des Binge Drinkings bei 15-jährigen Jugendlichen von 30,1 % innerhalb der letzten 4 Wochen an, wobei es Unterschiede im Hinblick auf bestehenden Migrationshintergrund gibt: Jugendliche ohne Migrationshintergrund weisen eine Rate von 32,5 % auf, während Jugendliche mit Migrationshintergrund zu ca. einem Viertel (24,3 %) Rauschtrinken betreiben.

## Schutz und Risikofaktoren
In einer Analyse mit einer für Deutschland repräsentativen Stichprobe zeigte sich, dass einerseits überzeugte und gelebte Religiosität und geringe sozioökonomische Ressourcen ein Schutzfaktor für Rauschtrinken bei Jugendlichen waren. Das heißt, religiös verwurzelte Jugendliche oder Jugendliche, die in Haushalten mit geringen ökonomischen Spielraum lebten, waren signifikant seltener mit Binge Drinking involviert. Weiterhin zeigte sich in der Studie von Donath (2012), dass Schulschwänzen, akademisches Versagen (in Form von schlechten Noten bzw. „Sitzenbleiben“), erlebte verbale Aggressionen durch Lehrer in der Schule und aktuelle bzw. frühere suizidale Gedanken signifikante Risikofaktoren waren, die die Wahrscheinlichkeit des Binge Drinkings bei Jugendlichen relevant erhöhten.
Bei Jugendlichen mit Migrationshintergrund steht die Art des angestrebten Schulabschlusses, die Unabhängigkeit der Familie von staatlicher finanzieller Unterstützung zum Lebensunterhalt und eine starke Tendenz zur kulturellen Assimilation in der deutschen Gesellschaft mit Rauschtrinken in Zusammenhang (Donath 2016). Diese 2016 veröffentlichten Daten zeigen dagegen auch, dass kulturelle Segregation der eigenen Gruppe und ein starkes Festhalten an den Traditionen des Herkunftslandes der Familie mit einer geringeren Häufigkeit von Binge Drinking einhergeht.